# Desarrollo de tripulación comercial

El desarrollo del Programa de Tripulación Comercial comenzó en la segunda ronda del programa CCDev que se reorientó de un programa de desarrollo de tecnología para el vuelo espacial tripulado a un programa que estimule competición para producir vehículos usables en el Programa de Tripulación Comercial. Comenzando en 2011, la NASA recibió conceptos de empresas privadas de los que podrían ser futuros vehículos tripulados utilizados por Estados Unidos en sus viajes a y de la Estación Espacial Internacional (ISS). El programa está a cargo del Equipo Comercial de la NASA y del Programa Oficial de Carga (C3PO). Los primeros contratos operacionales para llevar y traer astronautas fueron otorgados a SpaceX y Boeing en septiembre de 2014.
Ambas empresas han participado durante las diferentes fases del proyecto y en 2019 comenzaron a realizar las últimas misiones y vuelos de prueba necesarios para certificar los vehículos en su uso operacional. SpaceX realizó su última misión de certificación, la Crew Dragon Demo-2 entre mayo y agosto de 2020 cubriendo todos los objetivos y siendo declarada un éxito. En el caso de Boeing la prueba de vuelo orbital no cumplió las expectativas de la NASA debido a un fallo en el reloj MET lo que provocó un retraso en la planificación trasladando su misión final de certificación a principios de 2021.
Pendientes de la finalización de todas las pruebas, cada compañía tiene un contrato de seis vuelos a la Estación Espacial Internacional y el primer grupo de astronautas asignados a las primeras de dichas misiones fue anunciado el 3 de agosto de 2018. Se espera que SpaceX y Boeing comiencen los vuelos operacionales en 2020 y 2021 respectivamente.

## Requisitos
Los requisitos de alto nivel para los vehículos participantes en el programa incluyeron:
- Llevar y traer con seguridad de la Estación Espacial Internacional (ISS) a cuatro miembros de la tripulación y su material.[4][5]
- Asegurar un retorno a la tripulación en caso de emergencia.[4]
- Servir como refugio de 24 horas en caso de emergencia.[4][5]
- Capacidad de mantenerse acoplados a la estación durante 210 días.[4][5]

## Descripción del Programa

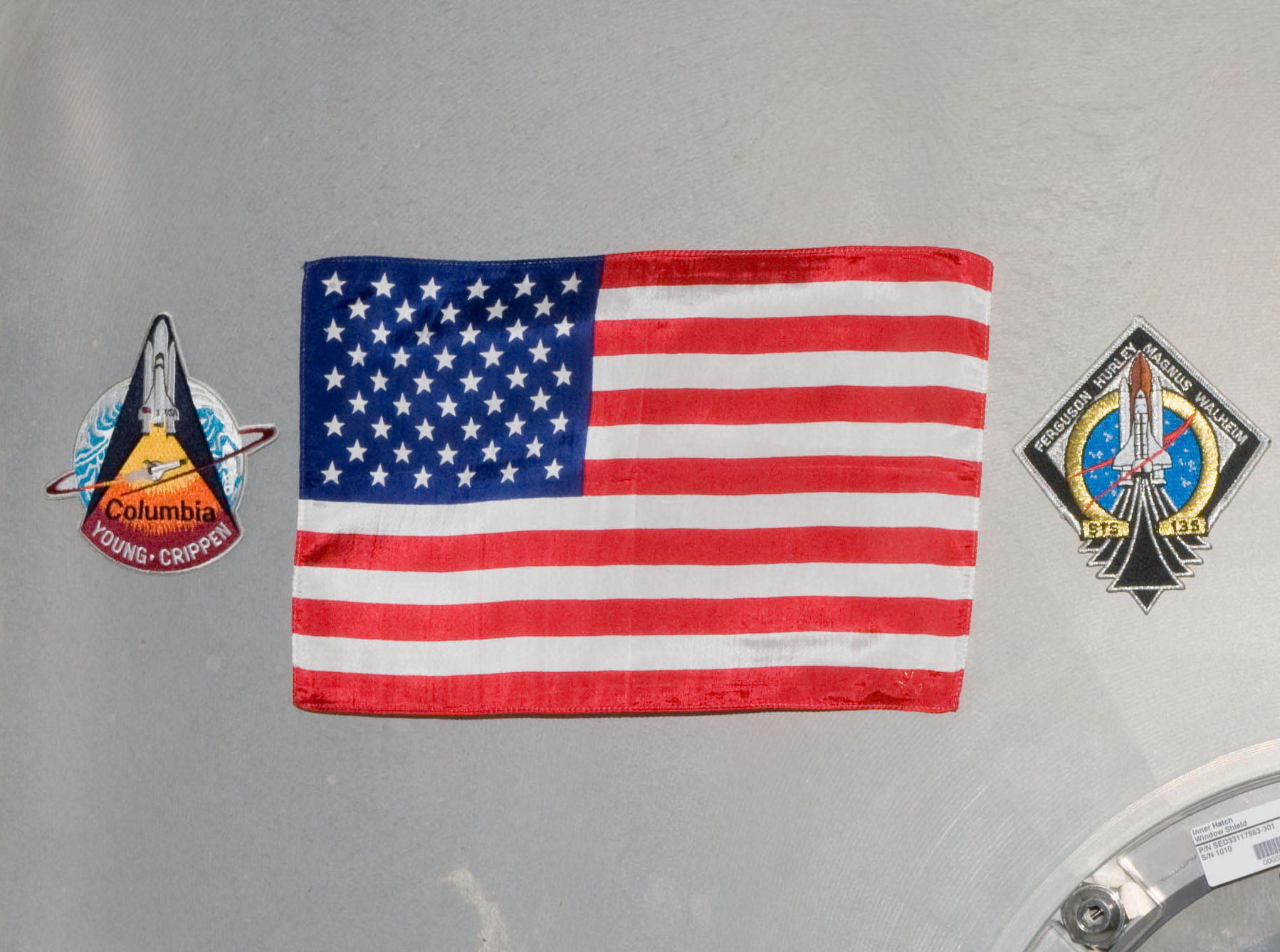
Bandera dejada en la ISS por la tripulación del STS-135 que será recuperada por la siguiente tripulación lanzada en un vehículo estadounidense.

Después de la retirada del Transbordador Espacial en el 2011 la NASA se quedó sin vehículos propios mediante los que lanzar astronautas al espacio. Esta situación obligó a la agencia a comprar asientos en las cápsulas rusas Soyuz a un precio variable con los años que alcanzó los US$70.7 millones por asiento y vuelo en el conjunto de 2016 a 2017. La intención de CCDev era desarrollar capacidades de lanzamiento comerciales seguras y fiables que sustituyesen a dichos vuelos en cápsulas Soyuz. El programa CCDev partía de la base creada por el programa de Servicios Comerciales de Transporte Orbital (COTS), que cubre vuelos de abastecimiento a la estación. Al contrario que otros desarrollos encabezados por la NASA los contratos bajo este programa se realizaron a precio fijo guiado por objetivos. Los fondos invertidos en el programa por parte de la NASA forman parte de la Ley de Reinversión y Recuperación de Estados Unidos de 2009 que impulsó una profunda reforma en los objetivos, recursos y financiación de la NASA que hasta ese momento se centraba en el Proyecto Constelación.

### CCDev 1

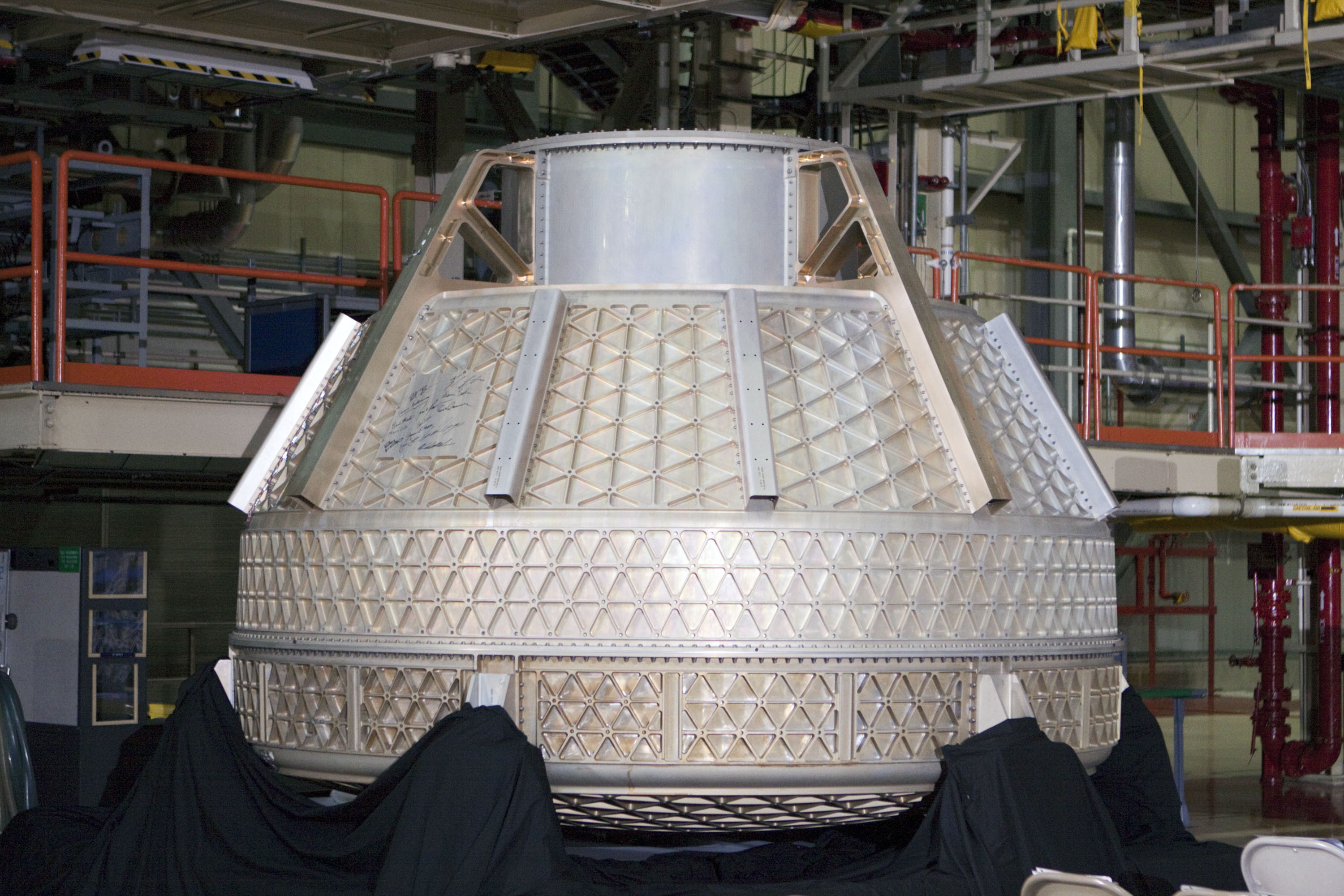
La construcción del recipiente de presión del CST-100 fue uno de los pulares del Boeing DTC 1

Dentro de la primera fase del proyecto se entregaron US$50 millones a cinco empresas para desarrollar sus conceptos y tecnología. Las compañías receptoras de los fondos fueron las siguientes:
- Blue Origin: US$3.7 millones para un Sistema de Aborto de Lanzamiento mediante empuje y el uso de elementos compuestos presurizados.[16]
- Boeing: US$18 millones para el desarrollo de la cápsula CST-100 Starliner CST-100.[17]
- Paragon Space Development Corporation: US$1.4 millones para un Sistema de Soporte Vital y Ambiental.[18]
- Sierra Nevada Corporation: US$20 millones para desarrollar la Dream Chaser.[19]
- United Launch Alliance: US$6.7 millones para un Sistema de Detección de Emergencia (SDE) que permita abortar las misiones automáticamente y para certificar para vuelos tripulados el cohete Atlas V.[20]

### CCDev 2

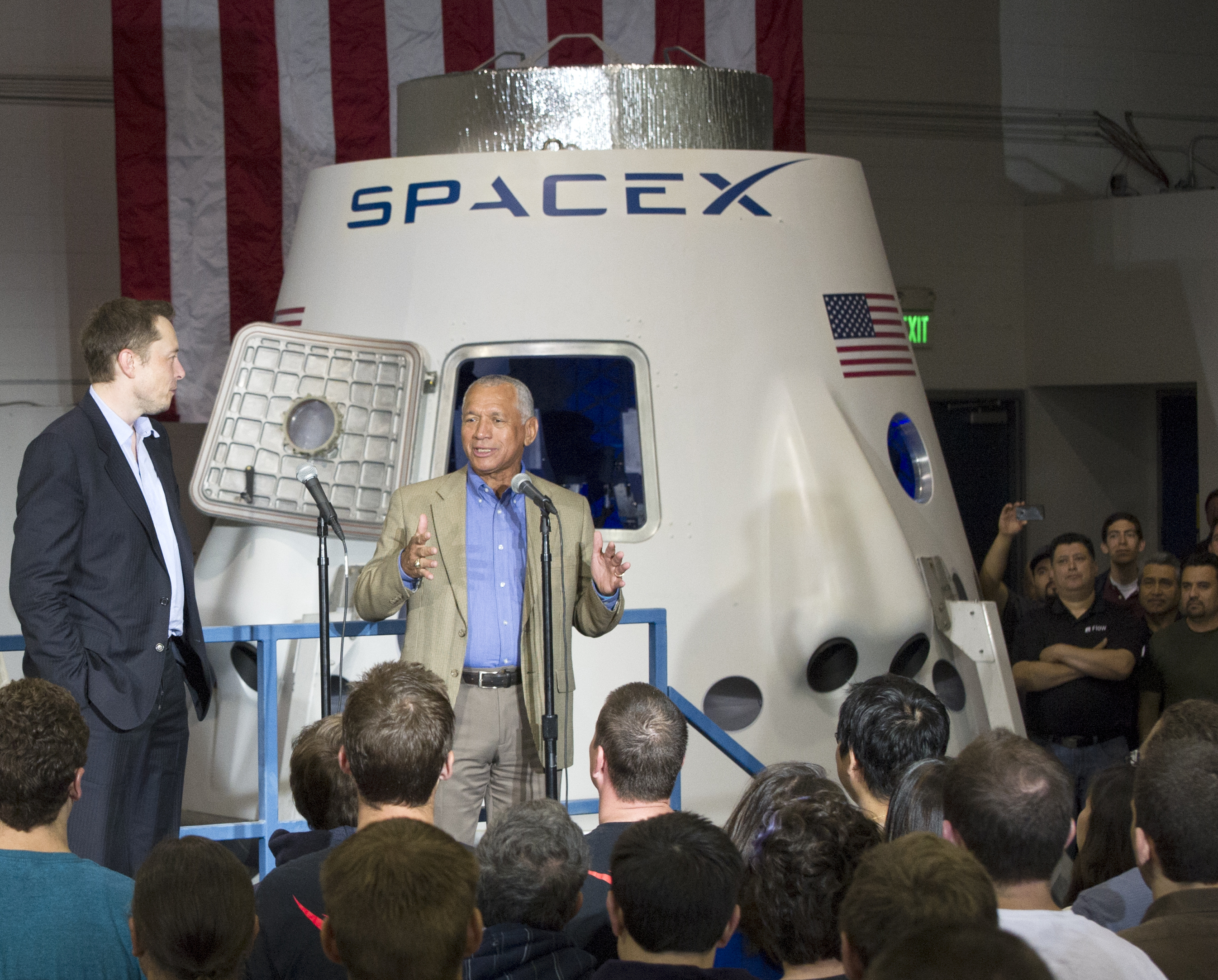
La construcción del bosquejo de la tripulación del Dragón fue uno de los pilares del SpaceX DTC 2, aquí se puede ver durante un evento

La segunda ronda de financiación dentro del proyecto repartió el 18 de abril de 2011 cerca de US$270 millones a cuatro empresas que desarrollaban vehículos que podrían sustituir al Transbordador Espacial. Las propuestas financiadas fueron las siguientes:
- Blue Origin: US$22 millones para el desarrollo del diseño de su vehículo orbital y los motores del Sistema de Aborto de Lanzamiento utilizando oxígeno e hidrógeno líquidos.[21][22]
- Sierra Nevada Corporation: US$80 millones para el desarrollo de Dream Chaser
- SpaceX: US$75 millones para el sistema integrado de escape incluido en las cápsulas Dragon 2.[23]
- Boeing: US$92.3 millones para continuar con el desarrollo de la CST-100 Starliner.[24]

Otras propuestas seleccionadas que no recibieron financiación de la NASA fueron:
- United Launch Alliance: trabajos de desarrollo para la certificación del Atlas V para vuelos tripulados.[25]
- Alliant Techsystems (ATK) y Astrium propusieron el desarrollo del cohete Liberty derivado del Ares I y el Ariane 5.[26] La NASA aportará experiencia y tecnología.[27][28]
- Excalibur Almaz Inc. estaba desarrollando un sistema de transporte de tripulación utilizando sistemas de la era soviética modernizados. Su objetivo era el turismo espacial.[29][30]

Propuestas descartadas:
- Orbital Sciences propuso el vehículo Prometheus de despegue vertical y aterrizaje horizontal.[31] Orbital anunció en abril de 2011 que abandonaría los esfuerzos tras no ser seleccionada para recibir financiación del programa.[32]
- Paragon Space Development Corporation: propuso realizar desarrollos adicionales en el sistema construido en la primera fase del programa.[33]
- t/Space: propuso un vehículo reutilizable de transferencia de carga y hasta ocho miembros de una tripulación.[34]
- United Launch Alliance propuso volar comercialmente los dos Transbordadores Espaciales que aún se mantenían.[35]

### CCiCap - Capacidad Integrada de Tripulación Comercial

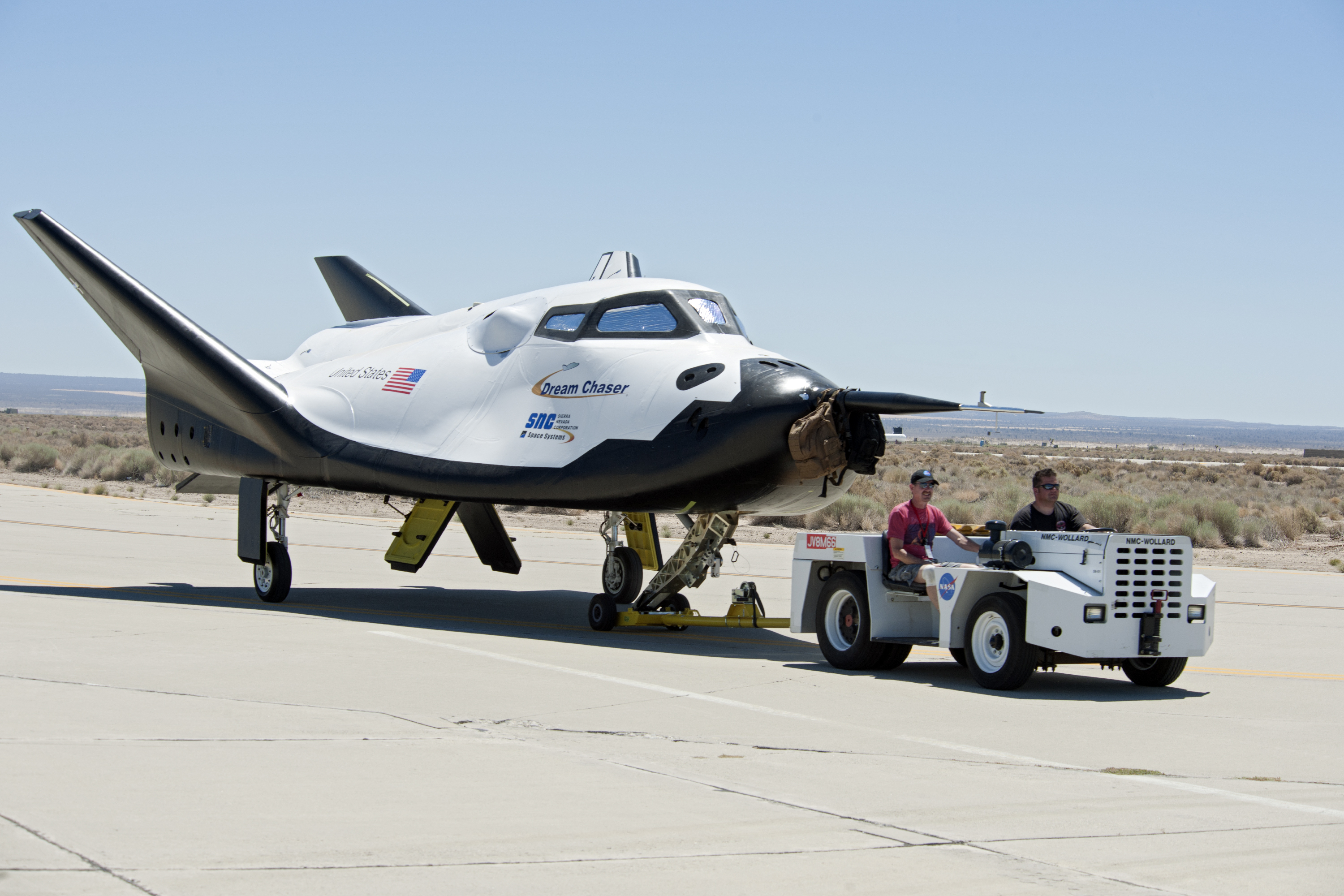
Prueba de vuelo del Cazador de Sueños el Artículo de Pruebas de Ingeniería fue uno de los pilares del CiTC de Sierra Nevada

La iniciativa "Capacidad integrada de Tripulación Comercial", originalmente llamada CCDev 3, es la tercera fase del programa  y diferente a las anteriores. En esta fase la NASA solicitó propuestas completas que abarcasen toda la operación del vehículo desde el cohete, entrenamiento, servicios de tierra, lanzamiento y recuperación. En septiembre de 2011 se publicó un borrador de la petición de propuestas, con el documento definitivo publicado el 7 de febrero de 2012 abriendo el plazo de propuesta hasta el 23 de marzo de 2012. Las propuestas seleccionadas en esta fase se anunciaron el 3 de agosto de 2012 y fueron las siguientes:
- Sierra Nevada Corporation: US$212.5 Dream Chaser/Atlas V.[40]
- SpaceX: US$440 millones Dragon 2/Falcon 9.[40]
- Boeing: US$460 millones CST-100 Starliner/Atlas V.[40]

### CPC Fase 1 - Contrato de Productos de Certificación
La primera fase del Contrato de Productos de Certificación tuvo como objetivo el desarrollo de un plan de certificación siguiendo estándares, pruebas y análisis variados. Los receptores de la financiación se anunciaron el 10 de diciembre de 2012 y fueron los siguientes:
- Sierra Nevada Corporation: US$10 millones.
- SpaceX: US$9.6 millones.
- Boeing: US$9.9 millones.

### CCtCap - Capacidad de Transporte de Tripulación Comercial
La CCtCap, segunda fase del CPC, incluía el desarrollo final, pruebas y verificación necesarios para realizar los vuelos tripulados de prueba a la estación. El 19 de julio de 2013 la NASA publicó la solicitud de propuestas con fecha límite el 15 de agosto de 2013. EL 16 de septiembre de 2014 la NASA anunció que Boeing y SpaceX habían recibido contratos para proveer servicios de lanzamiento de tripulaciones a la Estación Espacial Internacional. Boeing podría recibir hasta US$4.2 mil millones mientras que SpaceX recibiría hasta US$2.6 mil millones. En noviembre de 2019 se publicaron las primeras estimaciones de coste por asiento quedando en US$55 millones para SpaceX y US$90 millones para Boeing, además a Boeing se le otorgaron US$287.2 millones extra encima de los fondos del contrato original. Si se ajusta el precio de Boeing a la carga que puede llevar la cápsula la cifra resultante sería de US$70 millones, por debajo de la media de US$80 millones que cuesta un asiento en la Soyuz. Ambas cápsulas realizarán vuelos de prueba tripulados y no tripulados antes de comenzar la vida operacional del programa.

## Financiación

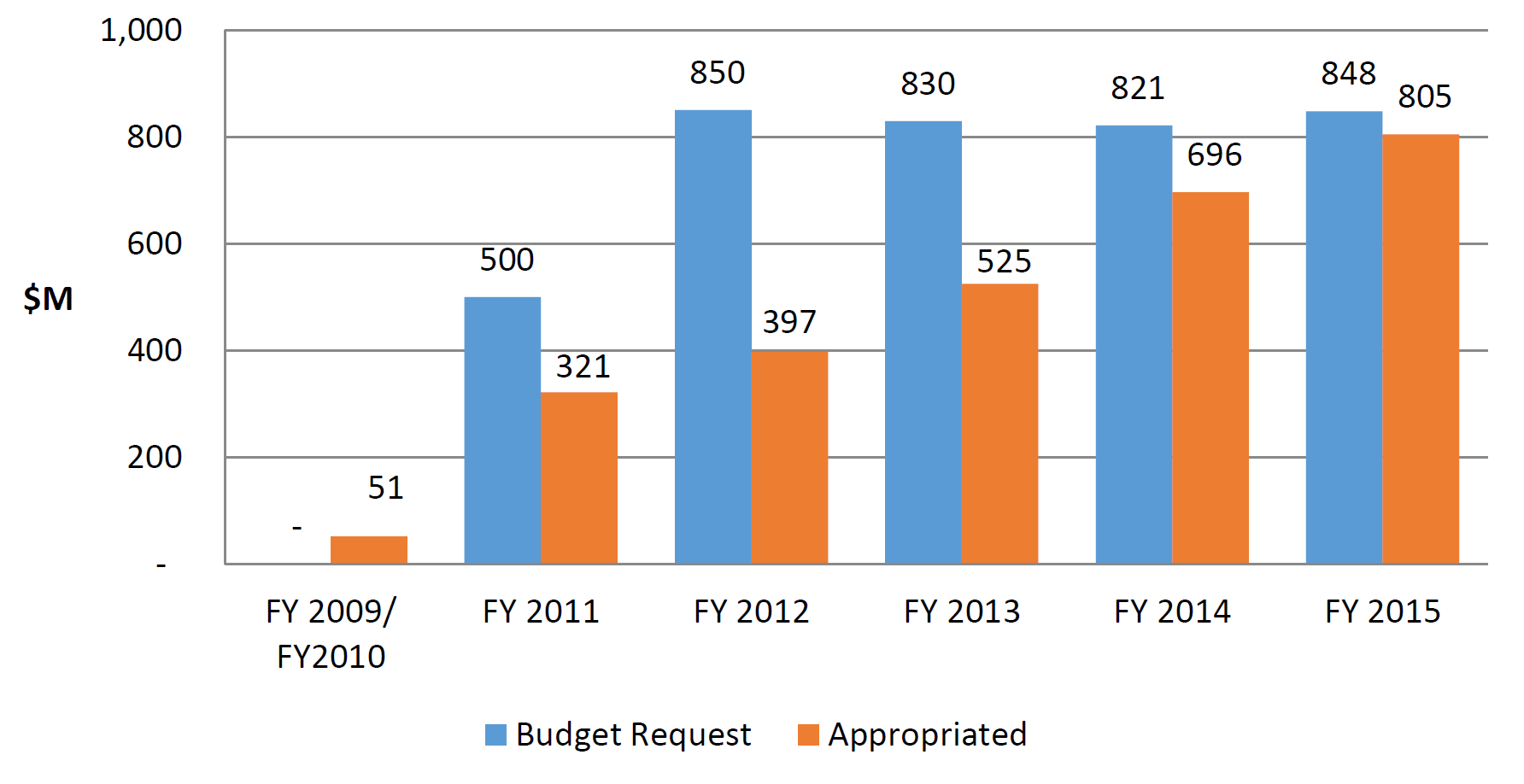
Financiación solicitada vs recibida hasta el 2015

El primer vuelo dentro del programa debía haber ocurrido en 2015 pero la financiación insuficiente causó retrasos. Para el año fiscal 2011 se solicitó un presupuesto de US$500 millones para el CCDev pero el Congreso solo concedió US$270 millones. para el año 2012 se solicitaron US$850 millones de los que se aprobaron US$406 millones. Para el 2013 se solicitaron US$830 millones de los que se aprobaron US$488 millones. Para el 2014 la cantidad solicitada fue de US$821 millones y se concedieron US$696 millones. En 2015 se solicitaron US$848 millones y se aprobó el 95% otorgando US$805 millones al programa. El 14 de noviembre de 2014 el inspector general de la NASA publicó una auditoría que valoraba los precios por asiento en US$90 millones para Boeing y US$55 millones para SpaceX siendo la cantidad de Boeing superior a los precios por asientos en cápsulas Soyuz. Además se afirmaba que la NASA había accedido a pagar a Boeing un exceso de US$287.2 millones fuera de la cantidad fija para asegurar que continuaba en el programa sin ofrecer una oportunidad similar a SpaceX. El 18 de noviembre de 2019 Jim Chilton respondió al informe diciendo que este no tenía en cuenta la capacidad de carga de la Starliner al realizar los cálculos y que eso la hacía más asequible que las Soyuz. El razonamiento aportado por Boeing para el exceso de presupuesto es que comenzaron más tarde el desarrollo respecto a SpaceX cuando ambos tenían las mismas fechas límite. Boeing también afirmó que se mantenía comprometido con el programa. La financiación de todos los contratistas del programa en cada fase es la siguiente – los valores del CCtCap son máximos e incluyen vuelos operacionales post-desarrollo .
| Ronda (años)                                           | CCDev1 (2010–2011) | CCDev2 (2011–2012) | CCiCap (2012–2014) | CPC1 (2013–2014) | CCtCap (2014–presente) | Adicional (2019) | Total (2010–2017) |
| ------------------------------------------------------ | ------------------ | ------------------ | ------------------ | ---------------- | ---------------------- | ---------------- | ----------------- |
| Fabricantes de naves espaciales                        |                    |                    |                    |                  |                        |                  |                   |
| Boeing                                                 | 18.0               | 112.9              | 480                | 9.9              | 4,200.0                | 287.2            | 5,108.1           |
| SpaceX                                                 | –                  | 75.0               | 460                | 9.6              | 2,600.0                | –                | 3,144.6           |
| Sierra Nevada Corporation                              | 20.0               | 105.6              | 227.5              | 10.0             | –                      | –                | 362.1             |
| Blue Origin                                            | 3.7                | 22.0               | –                  | –                | –                      | –                | 25.7              |
| Fabricantes de vehículos de lanzamiento y equipamiento |                    |                    |                    |                  |                        |                  |                   |
| United Launch Alliance                                 | 6.7                | –                  | –                  | –                | –                      | –                | 6.7               |
| Paragon Space Development Corporation                  | 1.4                | –                  | –                  | –                | –                      | –                | 1.4               |
| Total:                                                 | 49.8               | 315.5              | 1,167.5            | 29.6             | 6,800.0                | 287.2            | 8,648.6           |

## Misiones
Las siguientes misiones se han realizado dentro del programa de desarrollo.
| Misión                           | Insignia                                        | Nave              | Descripción | Tripulación                                     | Fecha                   | Resultado     |
| -------------------------------- | ----------------------------------------------- | ----------------- | --- | ----------------------------------------------- | ----------------------- | ------------- |
| Crew Dragon Pad Abort Test       | N/A                                             | Dragon 2          | Prueba de aborto desde la plataforma de lanzamiento, Estación de la Fuerza Aérea de Cabo Cañaveral, Florida | N/A                                             | 6 de mayo de 2015       | Éxito         |
| Crew Dragon Demo-1               | N/A                                             | Dragon 2          | Prueba de vuelo no tripulada. El lanzamiento ocurrió el 2 de marzo de 2019 y la cápsula se acopló con la ISS en el PMA-2/IDA-2 poco más de 24 horas tras el lanzamiento. Tras cinco días acoplada la nave partió de la estación y aterrizó el 8 de marzo de 2019. | N/A                                             | 2 de marzo de 2019      | Éxito         |
| Boeing Pad Abort Test            | N/A                                             | CST-100 Starliner | Prueba de aborto desde la plataforma de lanzamiento. | N/A                                             | 4 de noviembre de 2019  | Éxito         |
| Boeing Orbital Flight Test       | N/A                                             | CST-100 Starliner | Prueba de vuelo no tripulado. Se lanzó con un Atlas V y un Centaur como segunda fase. Originalmente debía permanecer ocho días acoplado antes de aterrizar pero la maniobra fue imposible debido a una anomalía con el reloj MET que dejó a la cápsula en una órbita inferior. La nave volvió el 22 de diciembre de 2019 después de dos días en órbita. Para cumplir los objetivos de esta prueba fallida, Boeing realizará el OFT-2 con el mismo perfil a finales de 2020.                                   | N/A                                             | 20 de diciembre de 2019 | Fallo parcial |
| Crew Dragon In-Flight Abort Test | N/A                                             | Dragon 2          | Un cohete Falcon 9 despegó con una Crew Dragon para abortar el vuelo justo en el momento de máxima presión max Q utilizando el sistema de escape de la cápsula. El evento ocurrió a los 84 segundos tras el lanzamiento con la cápsula separándose y escapando satisfactoriamente haciendo uso de sus SuperDraco. El Falcon 9 se desintegró debido a las fuerzas aerodinámicas recibidas durante la maniobra y nueve minutos después del lanzamiento la cápsula amerizó tras desplegar los cuatro paracaídas. | N/A                                             | 19 de enero de 2020     | Éxito         |
| Crew Dragon Demo-2               |                                                 | Dragon 2          | Vuelo de prueba tripulado. La Crew Dragon despegó con dos astronautas y se acopló con la ISS 18 horas después. La cápsula y sus ocupantes estuvieron hasta 62 días en la ISS. | Doug Hurley Bob Behnken                         | 30 de mayo de 2020      | Éxito         |
| Boeing Orbital Flight Test 2     | Archivo:Orbital Flight Test-2 mission patch.png | CST-100 Starliner | Vuelo de prueba no tripulado. Sugerido por Boeing y aprobado por la NASA el 6 de abril de 2020 tras el fallo parcial del intento anterior, en particular por no alcanzar a acoplarse con la ISS. | N/A                                             | 19 de mayo de 2022      | Planificado   |
| Boeing Crewed Flight Test        |                                                 | CST-100 Starliner | Vuelo tripulado de prueba extendido. | Michael Fincke Barry Wilmore Nicole Aunapu Mann | NET 5 de junio de 2024  | Planificado   |